# Подкугоейский
Подкугое́йский — хутор в Крыловском районе Краснодарского края.
Входит в состав Кугоейского сельского поселения.

## История
В начале шестидесятых годов XX века, в связи с хрущёвскими реформами, было принято решение о «сселении» мелких населённых пунктов, признанных неперспективными. В перечень вошёл и хутор Подкугоейский. Но он благополучно простоял до наших дней (2011), хоть и в уменьшенном по числу населения виде.

## Население
| 2002 | 2010 |
| ---- | ---- |
| 1    | ↗3   |